# Pourvu qu'elles soient douces
Singles de Mylène Farmer
Ainsi soit je...
(1988) Sans logique
(1989)
Pourvu qu'elles soient douces est une chanson de Mylène Farmer, sortie le 14 mars 1988 sur l'album Ainsi soit je..., puis le 12 septembre 1988 en tant que troisième single de cet album.
Deux ans après le scandale provoqué par Libertine, Mylène Farmer crée à nouveau la polémique avec Pourvu qu'elles soient douces, entre son texte à double sens évoquant les fesses et la sodomie et son vidéo-clip sulfureux qui est une suite de celui de Libertine.
Réalisé par Laurent Boutonnat, ce clip bat tous les records : d'une durée de dix-huit minutes, il nécessite près de 600 figurants et un budget de trois millions de Francs, pour une reconstitution historique durant la guerre de Sept Ans, au XVIIIe siècle.
Pourvu qu'elles soient douces connaît un énorme succès et reste classé no 1 du Top 50 pendant cinq semaines, permettant à la chanteuse d'être simultanément no 1 des ventes de singles et no 1 des ventes d'albums avec Ainsi soit je....
Le 19 novembre 1988, Mylène Farmer reçoit la Victoire de la musique de l'« Artiste féminine de l'année 1988 ».

## Contexte et écriture

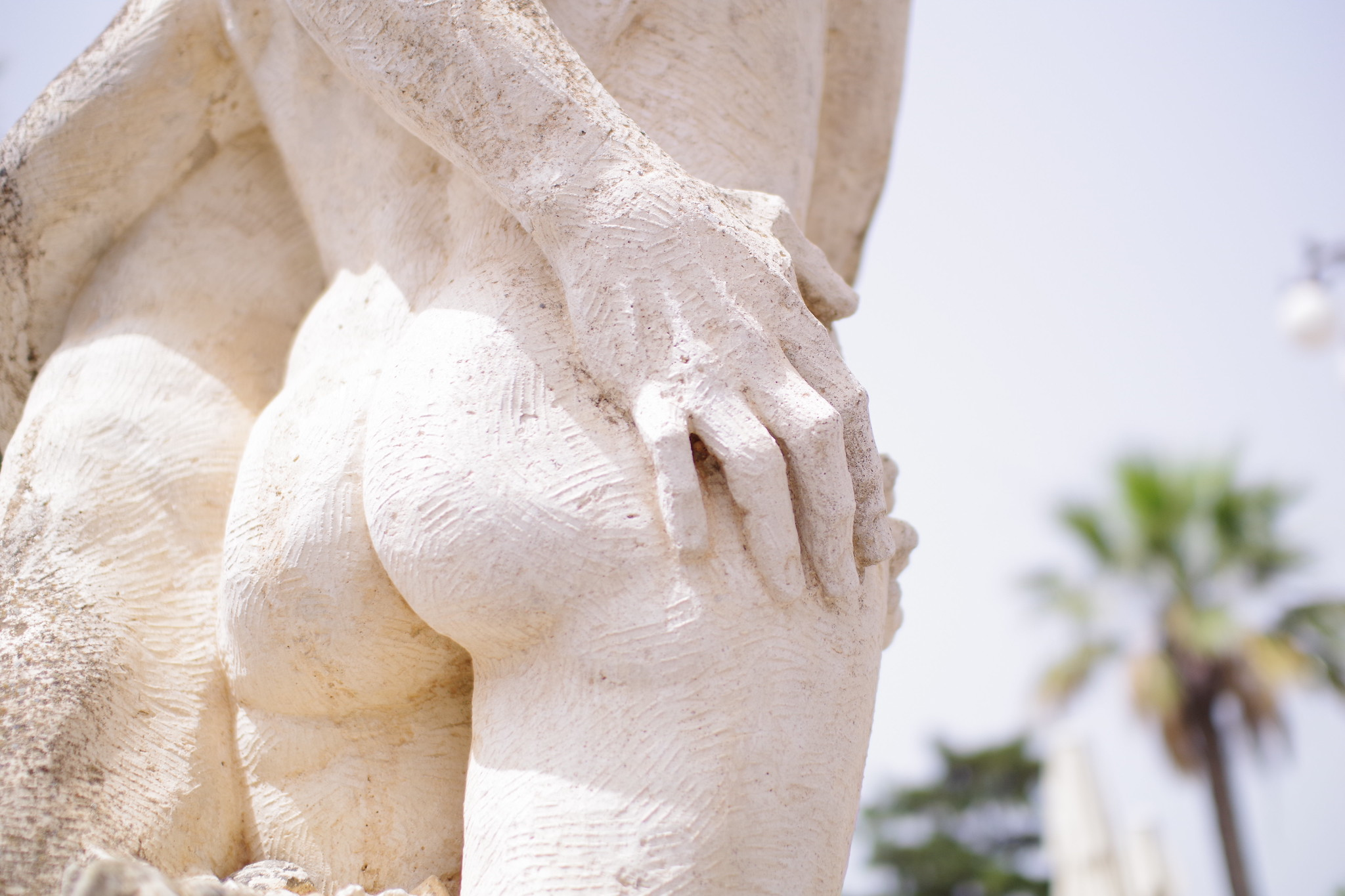
Le texte de Pourvu qu'elles soient douces évoque l'obsession des hommes pour les fesses.

Poursuivant l'exploitation de son album Ainsi soit je... après le succès rencontré par les deux premiers extraits (Sans contrefaçon et Ainsi soit je...), Mylène Farmer décide de sortir en troisième single le sulfureux Pourvu qu'elles soient douces.
Sur une musique pop composée par Laurent Boutonnat, elle écrit des paroles à double sens évoquant l'obsession des hommes pour les fesses et la sodomie. Elles font notamment référence au Kamasutra, ainsi qu'à Regard oblique, une série de photographies de Robert Doisneau réalisée en 1948 : le photographe avait exposé dans la vitrine d'une galerie le tableau d'une femme nue, de dos, et s'était caché pour immortaliser les réactions des passants découvrant cette toile.
Selon la chanteuse, ce texte « s'adresse à la grande perversion des hommes, du moins celle qu’ils pensent s'accorder ».
Elle le qualifie de « pamphlet écrit comme on se venge... des hommes, des tabous, de l'enfance ». Le refrain se caractérise par une allitération, figure de style qui consiste en la répétition d'une ou plusieurs consonnes (en l'occurrence la lettre "T") : "Tu t'entêtes à te foutre de tout (...)".

## Sortie et accueil critique
Sorti le 12 septembre 1988, jour du 27e anniversaire de la chanteuse, le 45 tours propose une version remixée de Pourvu qu'elles soient douces. 
Plus courte que la version de l'album, celle-ci est également plus rythmée et propose un pont musical entièrement composé de scratch.
La pochette montre Mylène Farmer dans une tenue très aguichante. En face B figure  Puisque..., une ballade inédite.

### Critiques
- « Pourvu qu'elles soient douces est enrobée d'arrangements futés, variés et inaccoutumés. » (Graffiti)[6]
- « Petit bijou ironique, érotique et plein de douceur. » (Rock News)[7]
- « Le tube le plus ahurissant depuis Les Sucettes [...] Pourtant, il y a là un net progrès, musical et érotique. D'abord la mélodie et la production, en simili-scratch et son PPG breveté Prefab Sprout qui en font, de loin, le plus réussi des "Contes" de la petite Fermière. » (Libération)[8]
- « Clip et musique sont signés du fidèle Boutonnat, et encore une fois la réussite est totale. » (Top 50)[9]
- « La voix sucre-poivre de Mylène nous prête généreusement ses fantasmes sur les arrangements fringants de Boutonnat. » (France-Soir)[10]
- « Un merveilleux texte voilé d'érotisme. » (Star Music)[11]
- « Boutonnat atteint une perfection dans la composition, mais surtout les gimmicks et l'arrangement de sa chanson. C'est la première force du titre qui s'impose ensuite grâce à son texte, qui colle on ne peut mieux à la musique. »[12]
- « Cette chanson bénéficie d'une musique très musclée et efficace de Laurent Boutonnat et d'un texte très osé de Mylène Farmer. »[2]

## Vidéo-clip

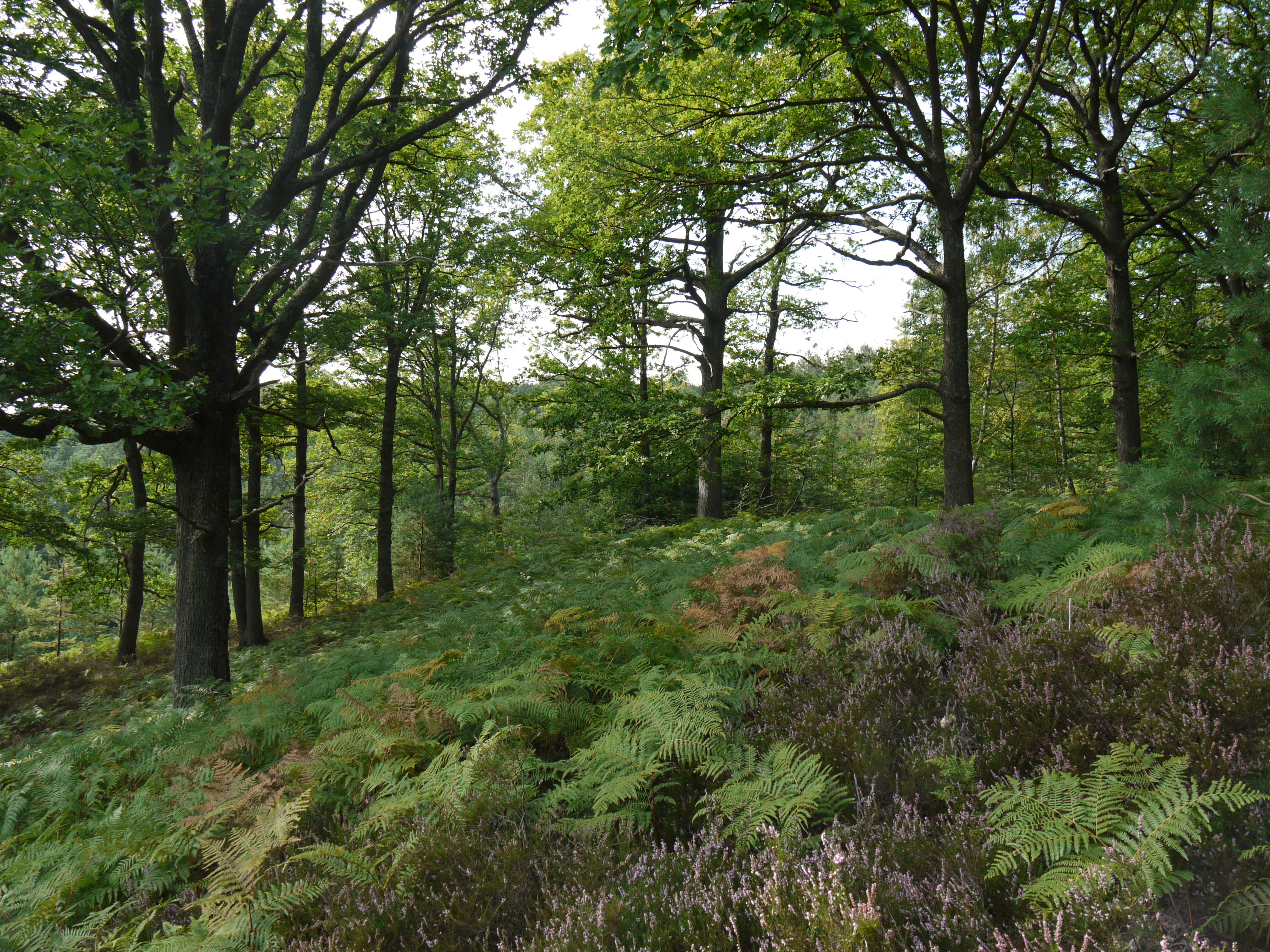
Le clip a été tourné dans la Forêt de Rambouillet.

Pour illustrer le clip de Pourvu qu'elles soient douces, Mylène Farmer et Laurent Boutonnat décident de redonner vie au personnage du clip de Libertine. Contrairement aux clips précédents, la chanteuse ne participe pas au scénario de celui-ci, qui est écrit par Boutonnat et Gilles Laurent.
Le clip, dont l'action se déroule pendant la guerre de Sept Ans au XVIIIe siècle, est tourné durant huit jours dans la forêt de Rambouillet et fait appel à près de 600 figurants, la plupart étant mis à disposition par l'Armée française.
Soucieux de respecter la réalité historique, aussi bien au niveau des armes que des costumes, Boutonnat fait appel à un conseiller historique.
D'une durée de 18 minutes et d'un coût de 3 millions de francs, ce court-métrage bat de nombreux records[Lesquels ?] et vaut à la chanteuse une pleine page dans le Livre Guinness des records 1990.
La musique qui accompagne le générique de fin est la version instrumentale de la chanson Puisque..., présente en face B du 45 tours.

### Synopsis

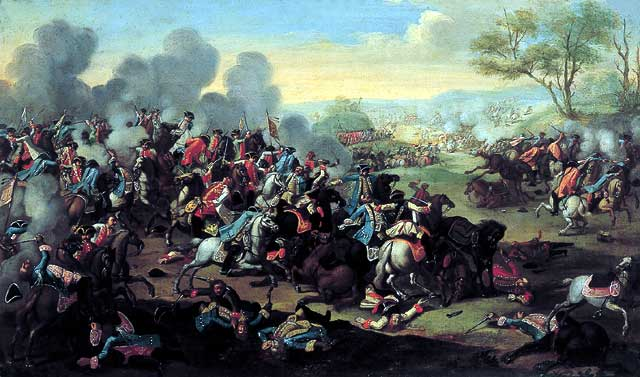
L'action du clip se déroule en 1757, durant la Guerre de Sept Ans.

Le 18 août 1757, un enfant anglais en tenue de soldat découvre deux corps ensanglantés et inanimés, dont celui de Libertine. 
Un soldat le rejoint et tous deux débattent pour savoir si Libertine était un homme ou une femme. 
Alors qu'ils commencent à la toucher, celle-ci s'anime. Surpris, ils l'emmènent dans leur camp militaire pour la soigner. 

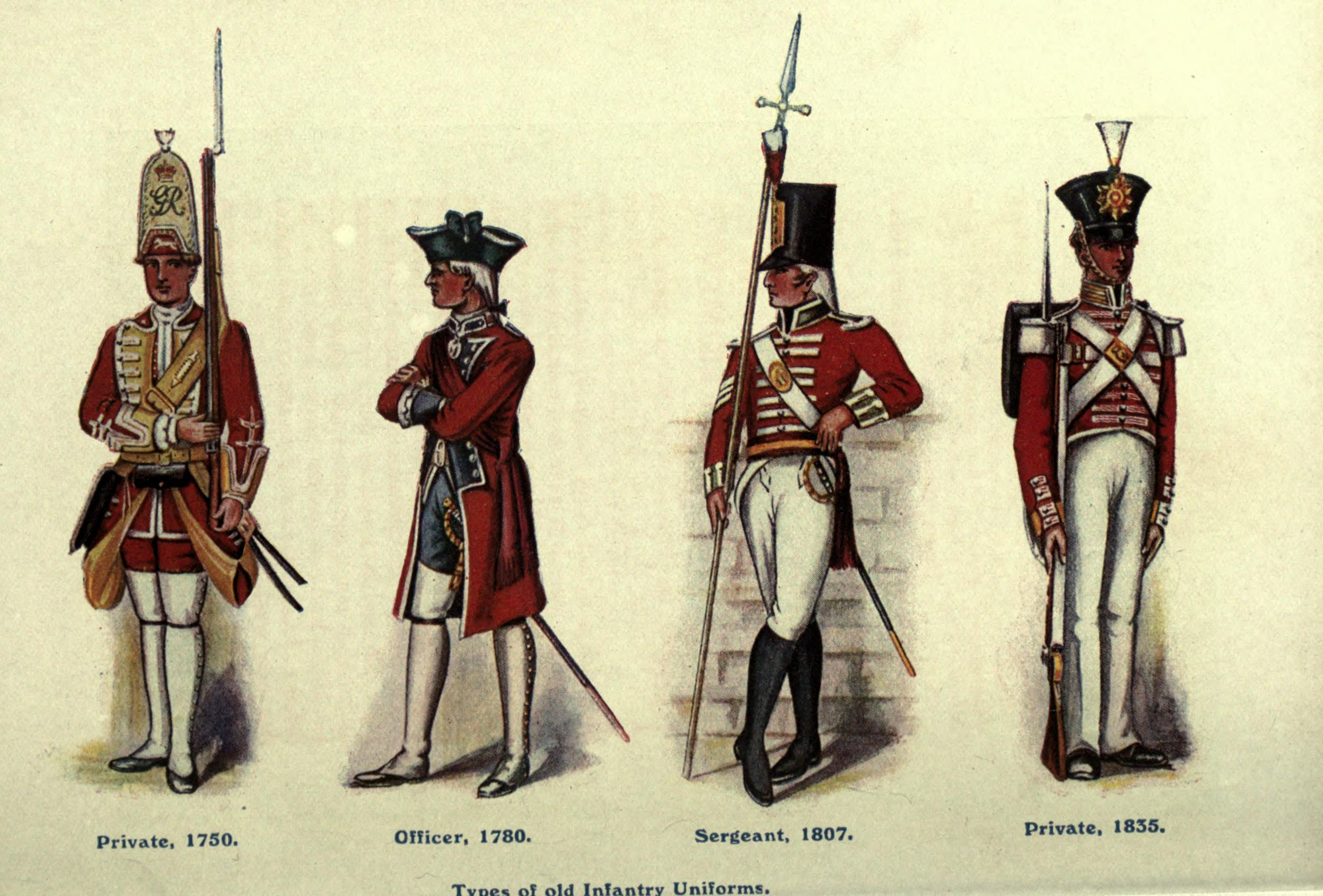
Tenues d'époque des soldats britanniques.

À son réveil, elle déclare « Où suis-je ? ». Le capitaine de l'Armée britannique comprend que ses troupes ont fait fausse route et se trouvent en France et non en Prusse. Il se rend au chevet de Libertine qui dort dans une tente. Avec son fouet, il soulève le drap pour admirer les fesses de la jeune femme, lorsque l'enfant le surprend. 
Pour le punir, le capitaine l'emmène au milieu du camp et le fouette devant les autres soldats. 
Libertine arrive et découvre la scène : le capitaine lui tend le fouet afin qu'elle fouette elle-même l'enfant, mais celle-ci se retourne et fouette violemment le visage du capitaine avant de repartir dans sa tente.
Très en colère, l'homme la rejoint et lui ordonne de mettre des vêtements de soldat anglais. Elle s'exécute, tandis que le capitaine la regarde se déshabiller. 
Alors qu'il tente de s'approcher d'elle, elle lui brise une bouteille sur la tête et s'enfuit à cheval. 
Le capitaine la poursuit et ne voit pas qu'au même moment l'Armée française les épie.

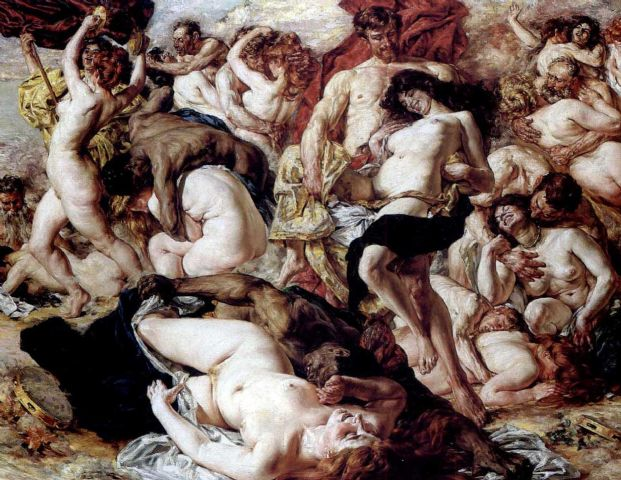
Le clip présente plusieurs scènes dénudées, dont une orgie.

Il retrouve Libertine au pied d'un arbre, blessée à la main. Voyant sa fragilité, il se montre plus tendre et la ramène dans ses bras au camp. Alors qu'une étreinte commence entre eux, la Rivale de Libertine, de connivence avec l'Armée française, arrive sur le camp avec des prostituées et de l'alcool afin de distraire les soldats britanniques, transformant le camp en véritable orgie. 

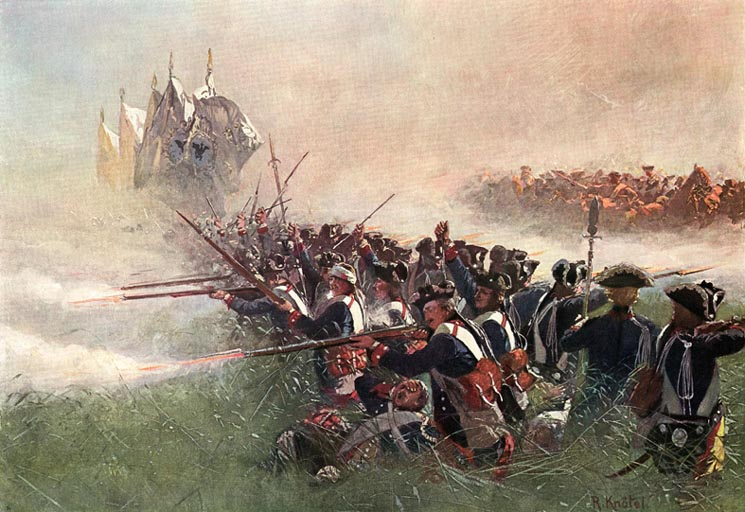
Le clip montre plusieurs scènes de combats militaires.

Au petit matin, profitant de l'affaiblissement des anglais, l'Armée française bombarde le camp. 
Le capitaine sort de sa tente en catastrophe et se fait tuer par la Rivale sous les yeux de Libertine (que la Rivale croyait morte). 
Une violente bagarre éclate entre les deux femmes, tandis que les deux armées s'affrontent à feu et à sang. 
Continuant leur combat dans la boue, Libertine finit par tuer la Rivale d'un coup de baïonnette , au moment même où celle-ci s'apprêtait à l'achever.
Le bruit des armes cesse. L'Armée britannique est décimée. Il ne reste qu'un survivant : l'enfant soldat, que l'Armée française s'apprête à fusiller. Libertine arrive sur son cheval noir et prend l'enfant avec elle. Le capitaine français donne l'ordre à ses troupes de tirer, mais aucun soldat ne s'exécute. 
L'enfant et Libertine quittent le camp dévasté. 
Narrateur de l'histoire, le jeune soldat déclare : « Je ne l'ai jamais revue. Mais je n'oublierai jamais l'odeur de son parfum et la douceur de sa peau, tandis qu'elle m'emportait vers la Vie ».

### Sortie et accueil
Le clip est diffusé en avant-première le 6 octobre 1988 au cinéma UGC Normandie sur les Champs-Élysées. 
La première diffusion télévisée a lieu le lendemain dans Nulle part ailleurs sur Canal+, dans une version écourtée. Le 8 octobre, M6 diffuse la version intégrale dans l'émission Clip dédicace.

Les critiques sont dithyrambiques :
- « Dans le même esprit que Libertine, mais en plus long et plus grandiose encore. » (Top 50)[16]
- « Un chef d’œuvre. » (OK! Magazine)[17]
- « Le plus spectaculaire des clips de Mylène Farmer. » (Triolo)[18]
- « Une mise en scène soignée, des images particulièrement belles et une kyrielle de figurants digne des films d'Hollywood. » (Podium)[19]
- « Ce clip ressemble à un véritable film. » (Télé 7 jours)[20]
- « Un superbe clip, véritable court-métrage. » (La Dépêche du Midi)[21]
- « Un décor digne de Kubrick. » (Le Figaro Magazine)[22]

Nommé en tant que « Meilleur clip de l'année » aux Victoires de la musique 1989, Pourvu qu'elles soient douces demeure une référence dans le monde du vidéo-clip. 

## Promotion
Mylène Farmer interprète Pourvu qu'elles soient douces pour la première fois à la télévision le 5 octobre 1988 dans l'émission Sacrée Soirée sur TF1.
Entourée de deux danseuses (Sophie Tellier et Dominique Martinelli) et effectuant une chorégraphie créée par elle-même, la chanteuse porte une petite robe noire à paillettes très courte et ouverte dans le dos. 
Elle chante le titre huit autres fois à la télévision en 1988, notamment dans les émissions très populaires Avis de recherche, La Une est à vous, Jacky Show ou encore Le monde est à vous.
Mylène Farmer interprète de nouveau la chanson quelques années plus tard, à trois reprises : deux fois aux Pays-Bas en 1990 puis 1991, et une fois dans Tapis rouge sur France 2 en septembre 1999 afin de promouvoir son Mylenium Tour (où, portant une tenue très sexy, elle est entourée de plusieurs danseurs vêtus de cuir).

## Classements hebdomadaires
Dès sa sortie, la chanson crée la polémique et connaît un énorme succès : no 1 du Top 50 pendant cinq semaines, elle s'écoule jusqu'à 15 000 exemplaires par jour. Certifiée disque d'or pour plus de 500 000 ventes en France, elle reste classée au Top 50 durant 23 semaines.
Elle se classe également no 1 des diffusions radio pendant deux mois et permet à l'album Ainsi soit je... de devenir lui aussi no 1 des ventes. Il reçoit un disque de diamant en 1989, faisant de Mylène Farmer la première chanteuse à vendre un album à plus d'un million de copies en France.
Le 19 novembre 1988, elle reçoit la Victoire de la musique de l'« Artiste féminine de l'année ».
Deux ans plus tard, la chanson est exportée sous le titre Douces en Allemagne et aux Pays-Bas, avec une pochette beaucoup plus sage. Elle sort également au Japon. 
En 2018, Pourvu qu'elles soient douces atteint la 6e place des ventes de singles en France à la suite de la réédition du Maxi 45 tours par Universal.
| Classement (1988-1989)              | Meilleure position |
| ----------------------------------- | ------------------ |
| Belgique - Région flamande (Ventes) | 29                 |
| France (Ventes)                     | 1                  |
| France (Radios AM)                  | 1                  |
| France (Radios FM)                  | 1                  |
| France (Clubs)                      | 1                  |
| Europe (Ventes)                     | 6                  |
| Europe (Radios)                     | 22                 |
| Québec                              | 7                  |

| Classement (1990-1991) | Meilleure position |
| ---------------------- | ------------------ |
| Allemagne (Ventes)     | 87                 |
| Pays-Bas (Ventes)      | 56                 |

| Classement (2018) | Meilleure position |
| ----------------- | ------------------ |
| France (Ventes)   | 6                  |

## Liste des supports
| A. | Pourvu qu'elles soient douces (version single) | Mylène Farmer | Laurent Boutonnat | 4:10 |
| B. | Puisque...                                     | Mylène Farmer | Laurent Boutonnat | 5:10 |

| A.  | Pourvu qu'elles soient douces (Remix club)     | 6:30 |
| B1. | Pourvu qu'elles soient douces (version single) | 4:10 |
| B2. | Puisque...                                     | 5:10 |

| 1. | Pourvu qu'elles soient douces (Remix club)     | 6:30 |
| 2. | Puisque...                                     | 5:10 |
| 3. | Pourvu qu'elles soient douces (version single) | 4:10 |

## Crédits
- Paroles : Mylène Farmer
- Musique : Laurent Boutonnat
- Production, arrangements et réalisation : Laurent Boutonnat
- Prise de son et mixage : Thierry Rogen assisté de Philippe Colonna
- Enregistré et mixé au Studio Mega
- Claviers acoustiques et synthétiseurs : Laurent Boutonnat
- Programmations : Thierry Rogen et Frédéric Rousseau
- Guitares : Slim Pezin
- Éditions : Bertrand Le Page et Polygram Music[41]

## Interprétations en concert
Mylène Farmer a interprété le titre plusieurs fois en concert et ce, dès sa première tournée en 1989, effectuant à chaque fois une chorégraphie entourée de danseurs.
Absent du Tour 1996, il est inclus dans un medley lors du Mylenium Tour en 1999. Il faut ensuite attendre le Tour 2009 (incluant deux soirs au Stade de France) pour que la chanson soit de nouveau interprétée en entier, le titre ne faisant pas partie du spectacle Avant que l'ombre… À Bercy.
Absente de Timeless 2013, la chanson fait son retour en 2019 lors de la résidence de la chanteuse à Paris La Défense Arena.
Lors de sa tournée des stades Nevermore 2023/2024, la chanson est présente un court instant au sein d'un medley où sont joués plusieurs extraits de ses anciens titres.

## Albums et vidéos incluant le titre

### Albums de Mylène Farmer
| Année | Album            | Version                                     | Durée     | Certifications de l'album  |
| 1988  | Ainsi soit je... | Version Album Instrumental (réédition 2024) | 4:56 5:04 | Diamant · Or · Or          |
| 1989  | En concert       | Live 1989                                   | 8:58      | 2 × Or                     |
| 1992  | Dance Remixes    | Remix Club                                  | 6:32      | 2 × Or                     |
| 2000  | Mylénium Tour    | Medley 1999                                 | 6:48      | 2 × Platine · Or           |
| 2001  | Les mots         | Version Single                              | 4:10      | Diamant · 2 × Platine · Or |
| 2003  | RemixeS          | Paul Oakenfold Remix                        | 4:03      | Or                         |
| 2009  | No 5 on Tour     | Live 2009                                   | 5:02      | 2 × Platine · Or           |
| 2019  | Live 2019        | Live 2019                                   | 5:24      | Platine                    |
| 2020  | Histoires de     | Live 2019                                   | 5:24      | Platine                    |
| 2021  | Plus grandir     | Version Single                              | 4:10      | Platine                    |
| 2024  | Remix XL         | Cut Killer & Prez Poney Club Remix          | 3:24      |                            |
| 2024  | Nevermore        | Medley Remember                             | 3:45      | Platine                    |
| 2025  | 86-97            | Version Album                               | 4:55      |                            |

### Vidéos de Mylène Farmer
| Année | Vidéo             | Version         | Durée | Certifications de la vidéo            |
| 1988  | Les clips vol. II | Vidéo-clip      | 17:52 | 2 × Platine                           |
| 1990  | The Videos        | Vidéo-clip      | 17:52 | -                                     |
| 1990  | En concert        | Live 1989       | 8:58  | 2 × Platine (VHS) · 2 × Platine (DVD) |
| 1997  | Music Videos      | Vidéo-clip      | 17:52 | 3 × Platine (VHS) · Diamant (DVD)     |
| 2000  | Mylénium Tour     | Medley 1999     | 6:45  | Diamant (VHS) · Diamant (DVD) · Or    |
| 2010  | Stade de France   | Live 2009       | 4:59  | Diamant · Or                          |
| 2019  | Live 2019         | Live 2019       | 5:24  | Diamant                               |
| 2024  | Nevermore         | Medley Remember | 3:47  | Diamant                               |

### Compilations multi-artistes
| Année | Compilation     | Version        | Durée | Certifications de l'album |
| 1989  | Le Top des no 1 | Version Single | 3:55  | Or                        |

## Reprises
La chanson a été reprise plusieurs fois, notamment par :
- 1989 : 鄺美雲 (zh) (Cally Kwong), qui interpréta une version cantonaise, 心动 (zh)[80].
- 1996 : Réjane sur la compilation Les plus belles chansons françaises de 1989, proposée par les Éditions Atlas[81].
- 2001 : dans l'émission Star Academy[80].
- 2004 : Lorie, lors d'une émission télévisée sur M6[80].
- 2006 : Jenifer, Patricia Kaas, Lorie et Elsa lors des concerts pour Le Village des Enfoirés[80].
- 2023 : Abel Chéret lors de l'Hyper Weekend Festival à la Maison de la Radio et de la Musique[82].
- 2023 : Adeline Toniutti lors de l'émission Mask Singer sur TF1[83].
- 2024 : Julien Doré dans son album Imposteur[84]

Plusieurs parodies existent également, notamment par Sim au début des années 1990 (dans les émissions de Patrick Sébastien), François Damiens ou encore l'actrice Karin Viard en 2018, qui transforme le texte en Pourvu qu'on soit douze.